# Szobrász csillagkép
A Szobrász (latin: Sculptor) egy csillagkép a déli égbolton. A konstelláció halvány csillagokat tartalmaz, így nem kifejezetten látványos, ám mély-ég objektumokban igen gazdag; főként fényes galaxisok és galaxishalmazok találhatók a területén. Érdekességként említendő, hogy a Szobrász területén található a "Déli Galaktikus Pólus" (SGP), mely az ekvatoriális koordináta-rendszer  RA = 0h 51m 26.00s,  Dec = -27d 7m 42.0s pontjánál "döfi" az égboltot. Magyarország területéről a teljes csillagkép megfigyelhető a déli horizont közelében, erre legalkalmasabb az augusztustól decemberig terjedő időszak.

## Története, mitológia
A csillagképet Nicolas-Louis de Lacaille abbé jelölte ki 1752-ben, eredetileg Szobrászműhely néven. Később rövidítették a nevét Szobrász-ra.

## Látnivalók

### Csillagok
- α Sculptoris 4,4 magnitúdós, B8 színképtípusú csillag, 425 fényévnyire a Földtől.
- β Sculptoris 4,4 magnitúdós, B9 színképű.
- γ Sculptoris G8 színképű csillag, távolsága 158 fényév.
- δ Sculptoris 4,6 magnitúdós, A0 színképű, legfeljebb 100 fényévre a Földtől.
- ε Sculptoris fizikai kettőscsillag.
- ϛ Sculptoris B5 színképű.

### Mélyégobjektumok
A csillagkép a galaxisok szerelmesei számára valóságos kincsesbánya; több közeli csillagváros, és számtalan távoli galaxishalmaz található e területen. Íme a legjelentősebb képviselők:
- NGC 55: A Szobrász csillagkép - és talán az egész égbolt - egyik legismertebb galaxisa, melyet gyakran "Ezüstdollár-galaxisnak" is becéznek. Rendkívül látványos csillagváros, mely már kis távcsövekkel szemlélve is izgalmas megjelenésű. Hosszú expozíciójú felvételeken a galaxis bonyolult belső szerkezete is feltárul. Besorolás alapján ez a rendszer egy Sbm típusú küllős spirálköd. Fényessége 8,2m, mérete 32'×6,5'. Magja egy kissé eltolódott a geometriai középpontjától. Felületén az Ic 1537 és az APMBGC 293-132-031 jelű fényes régiókat (ködöket) azonosíthatjuk a fotókon.
- NGC 253: A csillagkép északi határa mentén találjuk ezt a látványos csillagvárost, mely egy aktív galaxis is egyben (AGN – Active nucleous galaxy). Osztályozás szempontjából egy 7,1m-s, Sc típusú Seyfert-galaxis. Mérete az égbolton 26'×6'. 1940-ben egy szupernóvát azonosítottak benne; SN 1940E.
- NGC 7739: Ezt az objektumot a csillagkép keleti részén találjuk. Egy 9,1m-s, igen látványos Sdm spirál, 9'×6,6'-es látszó átmérővel.
- Sculptor galaxishalmaz
- NGC 300: Egy fényes, látványos és nagy méretű galaxis a csillagkép déli részén. Fényessége 8,7m, mérete az égbolton 22'×16', osztályozás alapján pedig Sd spirál. 2010-ben szupernóvát észleltek benne, mely az SN 2010da jelölést kapta, s ezen kívül érdekessége még, hogy több fényes köd is azonosítható a felületén pl. [DCL88] 137C, [DCL88] 53C, [BL97] N300-H1 stb.
- NGC 134: A csillagkép látványos galaxisa ez az Sbc típusú spirálköd. Fényessége 10,2m, mérete 8'×2,6'. A közelében található NGC 131 jelű galaxissal talán kölcsönható párt alkot, de ez a feltevés még nem bizonyított. 2009-ben szupernóvát azonosítottak benne, mely az SN 2009gj jelölést viseli.
- PGC 3589: A csillagkép egy másik igen közismert galaxisa, melyet gyakran csak "Sculptor Dwarf" („törpe szobrász”) néven emleget a szakirodalom. Ez a törpegalaxis a saját Tejútrendszerünk körül kering, így meglehetősen közel helyezkedik el hozzánk. Mégis sokáig ismeretlen volt, csupán 1937-ben fedezte fel Harlow Shapley. Mivel igen nagy méretű és alacsony felületi fényességű, ezért sokáig átsiklott a kutatók figyelme ezen a galaxison, így nem találtak rá hamarabb. Mérete 40'×30', míg fényereje 9,2m.
- NGC 288: A csillagkép tartalmaz egy látványos gömbhalmazt is, mely csupán 1 foknyira található a Galaktikus Déli Sarkponttól (SGP). Az NGC 288 egy X osztályú, 8,2m-s gömbhalmaz, melynek csillagai 12 és 16 magnitúdó közötti fényességűek. Mérete 14', az NGC 253-tól 2 fokra délkeleti irányban található.
- Blanco 1: Bár a Tejút síkjától a lehető legmesszebb terül el a Szobrász, mégis található itt egy közeli nyílthalmaz. A Blanco 1 jelű objektum egy IV 3 m osztályú nyílthalmaz. Mérete 90', és a szabad szemmel látható csillagrajok táborába tartozik, mivel fényes is; 4,5m-s. A rendszert 50-100 csillag alkotja.